# 千種消防署

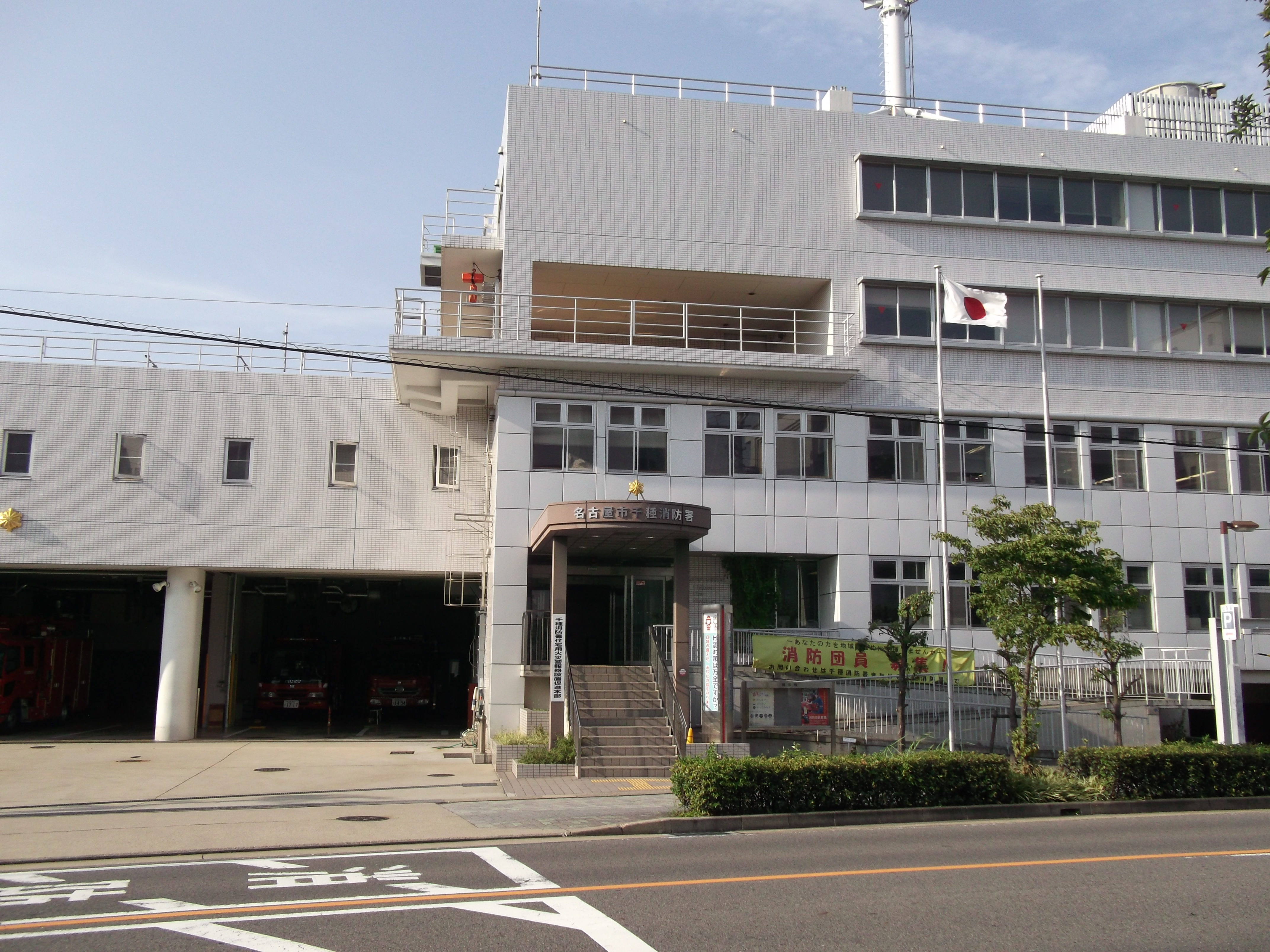
本署（2013年8月）

千種消防署（ちくさしょうぼうしょ）は、愛知県名古屋市千種区希望ケ丘にある、名古屋市消防局の消防署。

## 沿革
- 1941年（昭和16年）8月11日 - 千種区田代町小坂下の愛知県中消防署千種出張所が愛知県千種消防署として独立[1]。同時に同消防署上野出張所も移管される[1]。
- 1942年（昭和17年）7月1日 - 千種区大久手町5丁目に大久手出張所を新設[1]。
- 1943年（昭和18年）
  - 8月17日 - 東区矢田町9丁目に矢田出張所を新設[1]。
  - 12月24日 - 同年設置の矢田出張所を筒井消防署に移管する[1]。
- 1944年（昭和19年）
  - 2月11日 - 千種消防署が田代消防署と改称する[1]。同時に管轄を千種区域と合致させた[1]。
  - 5月24日 - 千種区都通1丁目の東洋機料に池内臨時出張所を設置（同年11月10日廃止）[1]。
  - 11月8日 - 千種区覚王山通1丁目の中部雑貨統制組合に今池臨時出張所を設置[1]。
  - 11月10日 - 千種区弦月町の愛知航空機に愛航臨時出張所を設置[1]。
- 1945年（昭和20年）
  - 3月25日 - 名古屋大空襲により、今池臨時出張所および愛航臨時出張所が機能を停止したため、廃止[1]。
  - 5月14日 - 名古屋大空襲により、本署を焼失[1]。翌月20日には再建[1]。
  - 7月14日 - 戦況の悪化につき、本署および上野・大久手出張所を一時閉鎖し、岐阜・大垣・静岡・沼津市へ職員を応援派遣[1]。残りの隊員を筒井消防署に転属させた[1]。翌月19日に派遣終了に伴い、大久手出張所以外の閉鎖解除[1]。
  - 9月20日 - 本署の所在地が住所変更に伴い、覚王山通9丁目となる[1]。
  - 10月1日 - 東山出張所を千種区東山通2丁目に新設[1]。
- 1948年（昭和23年）3月7日 - 名古屋市消防局新設に伴い、名古屋市千種消防署に改組される[1]。同年7月9日庁舎を改築する[1]。
- 1950年（昭和25年）3月20日 - 東山総合公園において開催された子供天国博覧会において東山臨時出張所を設置[2]。
- 1958年（昭和33年）9月6日 - 千種区猪高町字大廻間において東部出張所を新設[2]。

## 出張所
| 出張所       | 住所               | 画像 | 備考 (★印は救急隊のある出張所) (◎印は救助隊のある出張所) |
| ------------ | ------------------ | ---- | -------------------------------------------------------- |
| 覚王山出張所 | 千種区覚王山通9-31 |      | ★◎                                                       |
| 吹上出張所   | 千種区吹上2-5-11   |      |                                                          |
| 東山出張所   | 千種区東山通2-19   |      |                                                          |